# 木下尚之
木下 尚之は、日本の造園家。

## 来歴
主に九州地方の造園業界の関係団体で役職（公園緑地管理財団理事、福岡県造園業協会顧問、日本造園学会九州支部顧問、公園管理運営士会幹事）を歴任した。
1999年に第21回日本公園緑地協会北村賞を受賞した。。